# Mister Supranational 2018
Mister Supranational 2018 foi a 3ª edição do concurso de beleza masculino de Mister Supranational. A cerimônia contou com a participação de 39 candidatos ao título. Com ápice no dia 8 de Dezembro, o concurso foi televisionado pela Polsat direto do Centro Municipal de Recreação de Krynica-Zdrój, na Polônia, com semifinal e provas eliminatórias em Poprad, na Eslováquia. A competição é comandada por Gerhard von Lipinski, da Nowa Scena, sob licença da World Beauty Association gerida por Marcela Lobón. Gabriel Correa, campeão do ano anterior, passou a faixa para o grande vencedor no final do evento.

## Resultados

### Colocações

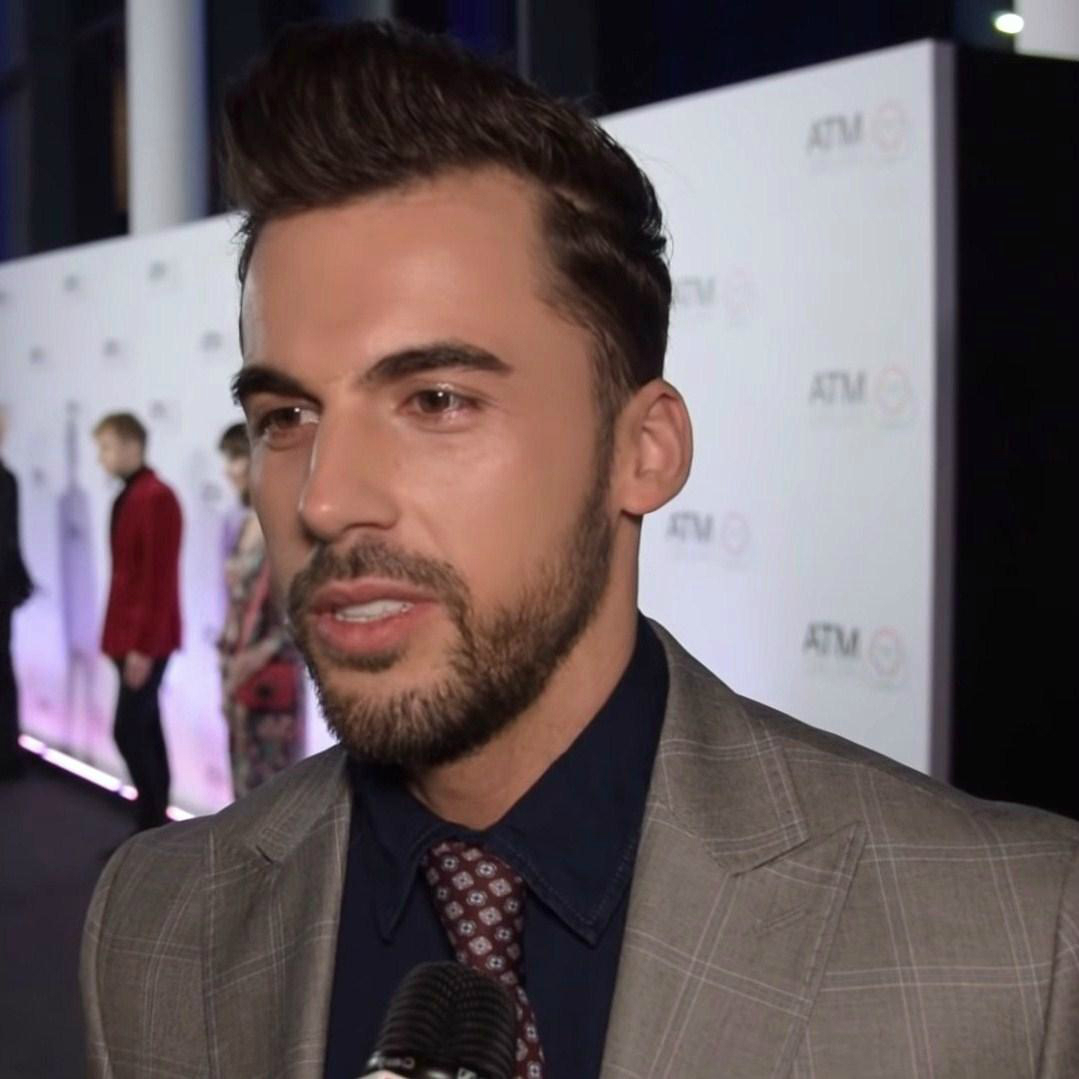
O anfitrião do concurso e vice-campeão do certame deste ano, o modelo, ator e apresentador polonês Jakub Kucner.
| Posição                                                 | País e Candidato |
| Vencedor                                                | - Índia - Prathamesh Maulingkar |
| 2º. Lugar                                               | - Polônia - Jakub Kucner |
| 3º. Lugar                                               | - Brasil - Samuel Costa |
| 4º. Lugar                                               | - Tailândia - Kevin Dasom |
| 5º. Lugar                                               | - Países Baixos - Ennio Fafiænie |
| Top 10 Semifinalistas (Em ordem de classificação final) | - Eslováquia - Ján Palko - República Dominicana - Daniel Sicheneder - Sri Lanca - Tymeron Carvalho - Estados Unidos - Nicholas Kotselas - Noruega - Mathias Duma |
| Top 20 Semifinalistas (Em ordem de classificação final) | - Espanha - Fabián Pérez - Panamá - Ryan Stone - República Checa - Jakub Kochta - Curaçao - Quinton Martina - México - Alejandro García - Porto Rico - José Alfredo - Malta - Benoit Bartolo - Filipinas - Marco Poli - Rússia - Mikhail Baranov - Mianmar - Ellis Lwin |

### Prêmios Especiais
O concurso distribuiu os seguintes prêmios:

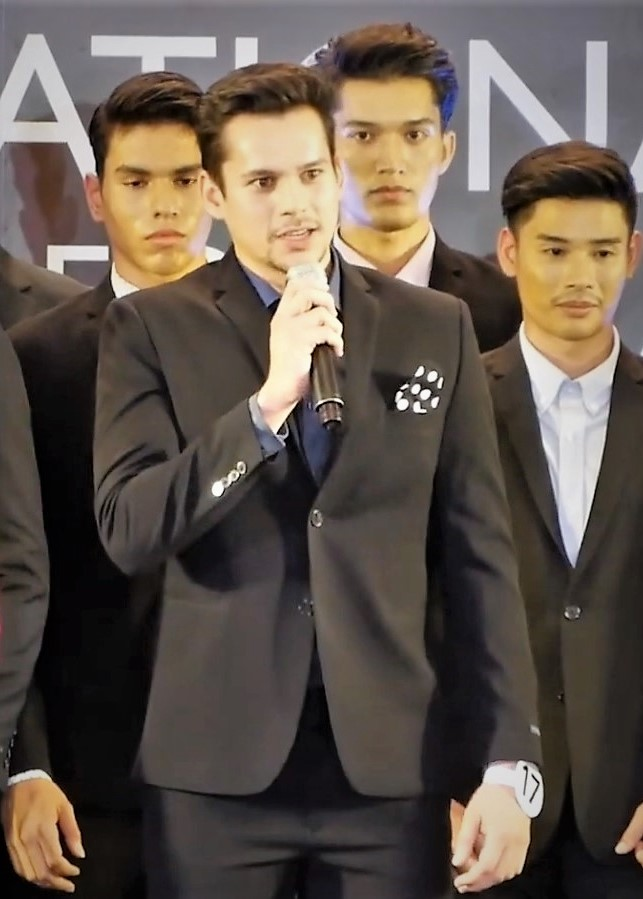
O tailandês Kevin Dasom, quarto colocado do concurso.
| Prêmio               | País e Candidato                 |
| Mister Fotogenia     | - Malta - Benoit Bartolo         |
| Mister Personalidade | - Togo - Kwassy Adjamah          |
| Mister Best Body     | - Índia - Prathamesh Maulingkar  |
| Best in Formal Wear  | - Noruega - Mathias Duma         |
| Mister Top Model     | - Espanha - Fabián Pérez         |
| Mister Amizade       | - Colômbia - Andrés Mejía        |
| Mister Thermaleo     | - Países Baixos - Ennio Fafiænie |
| Best in Social Media | - Polônia - Jakub Kucner         |

### Ordem dos Anúncios
| 1. Porto Rico 2. Brasil 3. Índia 4. Malta 5. Países Baixos 6. Estados Unidos 7. Tailândia 8. Sri Lanca 9. Polônia 10. Curaçao 11. República Checa 12. México 13. Noruega 14. Panamá 15. Mianmar 16. República Dominicana 17. Filipinas 18. Eslováquia 19. Espanha 20. Rússia | 1. Índia 2. Tailândia 3. Países Baixos 4. Sri Lanca 5. Eslováquia 6. República Dominicana 7. Estados Unidos 8. Polônia 9. Noruega 10. Brasil |  |  |

## Jurados

### Final
Ajudaram a selecionar o vencedor:
1. Ewa Minge, estilista;
2. Victoria Sunday, esportista;
3. Luiza Avagyan, educadora física;
4. Gabriel Correa, Mister Supranational 2017;
5. Klaudiusz Iciek, hair stylist e fashion designer;
6. Renata Caruso, dona do "Don Caruso Caffè Italiano";
7. Paulina Sykut-Jeżyna, jornalista e apresentadora da Polsat;
8. Karolina Szostak, jornalista e apresentadora da Polsat;
9. Gerhard von Lipinski, presidente do concurso;
10. Valeria Vasquez, Miss Supranational 2018;
11. Kamila Świerc, Miss Polônia 2017;
12. Filip Lato, cantor;

## Programação Musical
As músicas tocadas durante cada parte do concurso:
- Abertura: He's a Pirate por Klaus Badelt & Hans Zimmer.
- Introdução dos candidatos #1: Just Got Paid de Sigala, Ella Eyre e Meghan Trainor com French Montana.
- Introdução dos candidatos #2: Sax de Fleur East.
- Apresentação Musical #1: Parasole de Natalia Szroeder (Ao vivo).
- Muscle Presentation: Baile de Favela de MC João.
- Apresentação Musical #2: I Have Nothing de Whitney Houston por Monika Urlik (Ao vivo).
- Beach Wear Presentation: Fiesta de R. Kelly.
- Top 20 Evening Wear Presentation: Fever de Michael Bublé.
- Apresentação Musical #3: Be The One de Dua Lipa por Natalia Szroeder (Ao vivo).
- Top 10 Evening Ball: (I've Had) The Time of My Life de Bill Medley e Jennifer Warnes.

## Outras Premiações

### Challenges
As etapas realizadas em Szczawnica classificam os vencedores no Top 20:
| Prêmio        | País e Candidato                   |
| Sports        | - Porto Rico - José Alfredo Vargas |
| Talent        | - Rússia - Mikhail Baranov         |
| Mountain Bike | - Brazil - Samuel Costa            |
| Popularity    | - Myanmar - Ellis Lwin             |

### Misters Continentais
Os melhores candidatos colocados por continente (não inclui Top 05):
| Prêmio   | País e Candidato                           |
| África   | - Togo - Kwassy Adjamah                    |
| Américas | - Estados Unidos - Nicholas Kotselas       |
| Ásia     | - Sri Lanca - Tymeron Carvalho             |
| Caribe   | - República Dominicana - Daniel Sicheneder |
| Europa   | - Eslováquia - Jan Palko                   |
| Oceania  | - Nova Caledônia - Kevin Aubry             |

## Candidatos
Disputaram o título este ano:
| País                 | Candidato              | I  | A    | Origem                   | R      |
| Argentina            | Jorge Piantelli        | 20 | 1.88 | Buenos Aires             | [ 3 ]  |
| Bolívia              | Ariel Molina           | 33 | 1.86 | Santa Cruz               | [ 4 ]  |
| Brasil               | Samuel Costa           | 24 | 1.88 | Santos                   | [ 5 ]  |
| Canadá               | Aaron Mangat           | 28 | 1.85 | Vancouver                | [ 6 ]  |
| China                | Cheng Long             | 24 | 1.83 | Fusong                   | [ 7 ]  |
| Colômbia             | Andrés Mejía           | 32 | 1.79 | Medellín                 | [ 8 ]  |
| Coreia do Sul        | Cheong Woo Park        | 29 | 1.80 | Gwangju                  | [ 9 ]  |
| Curaçao              | Quinton Martina        | 31 | 1.83 | Willemstad               | [ 10 ] |
| Eslováquia           | Ján Palko              | 28 | 1.90 | Trenčín                  | [ 11 ] |
| Espanha              | Fabián Pérez           | 22 | 1.94 | Sevilla                  | [ 12 ] |
| Estados Unidos       | Nicholas Kotselas      | 25 | 1.93 | San Diego                | [ 13 ] |
| Filipinas            | Marco Poli             | 25 | 1.90 | Údine                    | [ 14 ] |
| França               | François-Xavier Herard | 25 | 1.93 | Martinica                | [ 15 ] |
| Guiné Equatorial     | Jesus Dikuasa          | 21 | 1.89 | Malabo                   | [ 16 ] |
| Havaí                | Jona Kamoku            | 33 | 1.75 | Wailuku                  | [ 17 ] |
| Índia                | Prathamesh Maulingkar  | 27 | 1.91 | Tivim                    | [ 18 ] |
| Indonésia            | Gandhi Fernando        | 28 | 1.85 | Sulawesi Utara           | [ 19 ] |
| Irlanda              | Emmette Dillon         | 30 | 1.83 | Derry                    | [ 20 ] |
| Japão                | Jiro Matsumoto         | 20 | 1.81 | Tóquio                   | [ 21 ] |
| Malta                | Benoit Bartolo         | 20 | 1.87 | Pieta                    | [ 22 ] |
| México               | Alejandro García       | 26 | 1.90 | Reynosa                  | [ 23 ] |
| Mianmar              | Ellis Lwin             | 26 | 1.77 | Mohnyin                  | [ 24 ] |
| Noruega              | Mathias Duma           | 23 | 1.84 | Oslo                     | [ 25 ] |
| Nova Caledônia       | Kevin Aubry            | 23 | 1.74 | Nouméa                   | [ 26 ] |
| Países Baixos        | Ennio Fafiænie         | 21 | 1.84 | Valthermond              | [ 27 ] |
| Panamá               | Ryan Stone             | 25 | 1.85 | Cidade do Panamá         | [ 28 ] |
| Peru                 | Andrés Vílchez         | 30 | 1.87 | Callao                   | [ 29 ] |
| Polônia              | Jakub Kucner           | 30 | 1.83 | Poznan                   | [ 30 ] |
| Porto Rico           | José Alfredo           | 27 | 1.82 | San Juan                 | [ 31 ] |
| República Checa      | Jakub Kochta           | 24 | 1.81 | Trnkova                  | [ 32 ] |
| República Dominicana | Daniel Sicheneder      | 21 | 1.85 | Santo Domingo            | [ 33 ] |
| Romênia              | Emil Popa              | 27 | 1.87 | Buzău                    | [ 34 ] |
| Rússia               | Mikhail Baranov        | 32 | 1.83 | São Petesburgo           | [ 35 ] |
| Sri Lanca            | Tymeron Carvalho       | 27 | 1.84 | Colombo                  | [ 36 ] |
| Suriname             | Angelo Wijngaarde      | 24 | 1.80 | Paramaribo               | [ 37 ] |
| Tailândia            | Kevin Dasom            | 26 | 1.88 | Chiang Mai               | [ 38 ] |
| Togo                 | Kwassy Adjamah         | 26 | 1.76 | Afagnan                  | [ 39 ] |
| Trindade e Tobago    | Suveer Ramsook         | 21 | 1.85 | Saint Joseph             | [ 40 ] |
| Venezuela            | Jeudiel Condado        | 28 | 1.86 | San Antonio de los Altos | [ 41 ] |

## Informações

### Estatísticas
- Américas: 15. (Cerca de 38% do total de candidatos)
- Europa: 11. (Cerca de 28% do total de candidatos)
- Ásia: 9. (Cerca de 23% do total de candidatos)
- África: 2. (Cerca de 5% do total de candidatos)
- Oceania: 2. (Cerca de 5% do total de candidatos)

### Desistências
- Etiópia - Yared Goitom
- Guadalupe - Luigy Manyri [42]

### Substituições
- Coreia do Sul - Kim Young Geun ► Cheong Woo Park
- Espanha - Vicent Llorach ► Fabián Pérez

### Retornaram
- Competiram pela última vez na edição de 2016:
  -  Argentina
  -  França
  -  Havaí
  -  Trindade e Tobago

| - Coreia do Sul - Colômbia - Curaçao - Guiné Equatorial - Irlanda - Noruega - Rússia - Togo | - Afeganistão - Alemanha - Bielorrússia - Gibraltar - Jamaica - Paquistão |  |

## Histórico

### Informações sobre os candidatos
| - Argentina: Jorge Piantelli de expressivos 1.88 de altura e apenas 20 anos de idade, é o representante argentino deste ano. Ele estuda jornalismo e já atua na tv argentina como apresentador de televisão. - Bolívia: Com 32 anos de idade, o boliviano Ariel trabalha atualmente como advogado e contador e se descreve como amante dos esportes radicais, tecnologia e da leitura. - Brasil: Samuel Costa tem 24 anos e é formado em Fisioterapia e pós graduando em ortopedia, traumatologia e esporte, e atualmente cursa o 6º semestre de Educação Física na Universidade Santa Cecília. Foi o primeiro candidato eleito por concurso da franquia supranational em 2018. - Canadá: Aaron Mangat de 28 anos é formado em comunicação e nasceu em Vancouver. Aspirante a escritor, Aaron tem 4 irmãs, pratica futebol e tem como hobbie cozinhar diferentes tipos de pratos. - China: Com um mestrado na área esportiva, Cheng Long de 24 anos é modelo e ator. Entre seus hobbies estão jogar futebol, ler e viajar. Ele sonha em se casar, ter muitos filhos e se tornar uma celebridade-referência chinesa. - Colômbia: Primeiro a ostentar a faixa no certame, Andres Mejia de 39 anos nasceu em Medellín e mora algum tempo nos Estados Unidos. Fala espanhol, inglês e português. Além de modelar, ele atua, produz e dirige um canal no you tube. - Coreia do Sul: Um dos países estreantes na competição deste ano, a Coreia do Sul envia Cheong Woo Park, de 29 anos. O diretor de construção, formado em arquitetura trabalha como modelo e pratica Taekwondo regularmente. - Curaçao: A pequena ilha enviará para este ano o candidato de 31 anos chamado Quinton Martina. Quinton é modelo e trabalha no gabinete do governador de seu país. Ele ama viajar, comer e trabalhar nas horas vagas como bartender. - Eslováquia: Modelo, Ján Palko de exatos 1.90m de altura e 28 anos é personal trainer. Além de jogar futebol, tem como hobbies sair com amigos e assistir filmes. Ele é natural de Trenčín. - Espanha: O rapper Fabian Perez Fernandez é o indicado pela Espanha este ano. Com 22 anos e 1.94m de altura, Fabian sempre sonhou em estar nos palcos fazendo aquilo que ele mais gosta, rimar/cantar. Ele já participou do Mister Global em 2017. - Estados Unidos: Eleito por concurso, o descendente de gregos Nicholas Kotselas tem 25 anos e expressivos 1.93m de altura. Além de falar três línguas, ele trabalha como modelo e gerente do restaurante da família em San Diego, o "Olympic Cafe". - Filipinas: Nascido em uma comunidade filipina na Itália, Marco Poli é um dos mais altos da competição com expressivos 1.94m. Além de ter nove irmãos, Marco pratica basquete e futebol. Ainda gosta de cozinhar e cantar. - França: Talvez um dos mais altos da competição deste ano, com 1.96, o martiniquês François-Xavier Herard fala fluentemente francês e espanhol. Ele está atualmente seguindo profissionalmente em uma empresa de cunho social. | - Guiné Equatorial: Um dos países entrantes deste ano, a Guiné envia Jesus Dikuasa de 21 anos. Além de ter outros cinco irmãos e irmãs, com ele 11, Jesus é fanático por filme de super heróis e música eletrônica. - Havaí: O candidato mais velho competindo pelo título deste ano é Jona Kamoku, do Havaí. Com 33 anos, Jona trabalha como gerente de um spa e gosta de realizar serviços que envolvem comunicação. - Índia: Do pequeno Estado de Goa vem Prathamesh Maulingkar de 27 anos. Após uma contusão que o impossibilitou de continuar jogando futebol profissionalmente, Prathamesh tornou-se modelo e um fitness influencer nas redes sociais, já que abriu sua própria academia. - Indonésia: O ator Gandhi Fernando de 28 anos foi o escolhido para representar a Indonésia este ano. Com o sonho de ganhar o Oscar um dia, Gandhi já produziu 10 filmes. Ele fala fluentemente hindi e espanhol. - Irlanda: De Derry, no interior da Irlanda vem Emmette Dillon, de 30 anos. Ele é enfermeiro, tem mais dois irmãos, sendo um seu gêmeo idêntico. Seu sonho é ser escritor, já que publica textos e contos em seu blog pessoal. - Japão: O estudante de artes liberais Jiro Matsumoto representa o Japão este ano. Curiosamente, não é nascido lá, seus pais estavam em Bancoque, na Tailândia quando ele nasceu. Ele joga futebol e quer estudar marketing esportivo. - Malta: Benoit Bartolo de apenas 20 anos da cidade de Pieta, venceu o concurso específico em seu País para a disputa de Mister Supranational. Atleta de basquete, Benoit trabalha como executivo financeiro no governo de Malta. - México: Alejandro tem 26 anos e 1.90m de altura. Órfão de pai ainda pequeno, ele afirma que as adversidades que ocorreram sua vida o fez ficar mais forte. Ele tem como hobby dança, academia e fotografia. - Mianmar: Ellis Lwin é matemático formado e comanda a pequena empresa da família em Mohnyin, onde nasceu e cresceu. Além de atuar como modelo, ele ama viajar e dançar. Ele fala fluentemente 4 línguas. - Noruega: O país nórdico estreia este ano com o modelo profissional Mathias Duma, de 23 anos e nascido em Lorenskog, um pequeno município perto da capital norueguesa. Mathias fala três línguas: norueguês, inglês e polonês. - Nova Caledônia: O pequeno arquipélago manda este ano o visual merchandising Kevin Aubry de 23 anos e apenas 1.74m de altura. Além de praticar futebol e basquete, ele gostaria de se alistar para a força área de seu país. - Países Baixos: Escolhido em um casting com três candidatos, Ennio Fafiænie tem 20 anos, 1.84m de altura e nasceu em Valthermond. Ele quer ser um exemplo de alguém que atingiu seus sonhos e objetivos. - Panamá: O dançarino Ryan Stone de 25 anos é o representante do Panamá deste ano. Formado em coaching e programação neurolinguística, ele já participou de diversos reality shows em seu País. | - Peru: Formado em Ciência da Comunicação e design de interiores, Andres Vilchez de 30 anos é o representa peruano. Andres trabalha como modelo e desenvolvedor de marketing, como exercício físico pratica kong fu e futebol. - Polônia: O anfitrião Jakub Kucner de 30 anos já ajudou a construir uma escola na Gâmbia. Ele só conseguiu o título de Mister Polski em sua 2ª tentativa. Ele é conhecido em seu País por seus trabalhos como modelo e apresentador de televisão. - Porto Rico: Além de cantar e compor canções, José Alfredo de 27 anos é formado em economia e trabalha no governo de seu País. Fala fluentemente espanhol e inglês e deseja construir seu centro nutricional e gastronômico. - República Checa: Jakub Kochta foi um dos finalistas do concurso Muz Roku 2018, portanto indicado para representar seu País este ano. O modelo e instrutor fitness já jogou profissionalmente hóquei no gelo quando morou nos Estados Unidos e no Canadá. - República Dominicana: Uma das estreantes desse ano, a pequena península envia o atleta Daniel Sicheneder Rodriguez, de Santo Domingo. Ele pratica vôlei, futebol e baseball. - Romênia: Emil Popa tem 27 anos, 1.87m de altura e nasceu em Buzau. Estudando para ser salva-vidas, Emil é modelo profissional e sonha em construir uma família. - Rússia: Primeira vez no certame, a Rússia envia Mikhail Baranov de 32 anos e 1.84m de altura. Além de cantor e ter ganho vários prêmios reconhecidos em seu País, Mikhail mantém uma marca de calçados que ele mesmo desenha e produz, a "Posh", que acabou se tornando seu apelido. - Sri Lanca: Tymeron "Tymo" Carvalho de 24 anos fala três idiomas e é formado em fashion design. Ele trabalha como modelo e gerencia sua própria marca de roupas. Tem como hobbies: pintar, dançar, desenhar roupas e fazer esculturas. - Suriname: Nativo da capital Paramaribo, Angelo Wijngaarde de 24 anos estuda administração pública e trabalha na maior rede de departamento do seu País. Ele ama cozinhar, praticar kickboxing e escrever contos. - Tailândia: Mestre em marketing, Kevin Dasom tem dez irmãos. Além de atleta profissional da liga de basquete tailandês ele fala fluentemente inglês e espanhol. Entre seus hobbies, estão cantar e tocar violão. - Togo: Vivendo atualmente na Suíça, Kwassy Adjamah de 26 anos é estudante de relações internacionais. Ele diz ter talento nato para dança e canto, e que em breve abrirá sua própria companhia. - Trindade e Tobago: A ilha caribenha de Trindade e Tobago vem este ano com o jovem modelo Suveer Ramsook. Suveer estuda Arqueologia subaquática e divide seu tempo trabalhando como modelo e mergulhador comercial. - Venezuela: Sonhando em construir uma família, Jeudiel Condado de 28 anos de idade é o sucessor do atual campeão da competição. Ele gosta de jogar futebol, ir à academia e tem como hobby a fotografia. |